# Ліфт (фільм, 2006)
«Ліфт» (рос. Лифт) — російський трилер 2006 р. Прем'єра — 10 серпня 2006-го. Збори в Росії — $357 500. Слоган — «Страх оголює істину…».

## Сюжет
П'ятеро звичайних раніше незнайомих один одному людей опиняються в одному ліфті, який їде вниз без зупинки. Пасажири ліфта, намагаючись зрозуміти, чому кабіна не зупиняється, висувають різноманітні версії: всі вони померли і їдуть в пекло, надихалися газу, їх викрали і ставлять експеримент, нарешті, що вони просто сплять. Вибратися з ліфта або, хоча б, просто подивитися, що зовні, неможливо. Поступово паніка наростає і ситуація виходить з-під контролю. Положення героїв ускладнюється, коли стає ясно, що у кожного з п'ятьох пасажирів ліфта є свій «скелет у шафі». Посилюються почуття страху, нерозуміння і безвихідь призводять до того, що будь-яка дрібниця легко переростає в серйозний конфлікт. А якщо врахувати, що один з пасажирів в ліфті маніяк-вбивця, положення героїв фільму ще більш ускладнюється.

## Ролі
- Сергій Горобченко — Гоша (†)
- Данило Співаковський — Рафаїл (†)
- Ігор Вєрник — Григорій (†)
- Наталія Ричкова — спортсменка (†)
- Ольга Родіонова — Анастасія
- Георгій Мартіросян — батько
- Олег Марусєв — чоловік
- Катерина Зінченко — жертва

## Знімальна група
- Режисер — Всеволод Плоткін
- Продюсер — Михайло Розенцвейг
- Сценарист — Роман Доронін
- Оператор — Радик Аскаров
- Композитор — Дмитро Ілугдін